# نيو سوبر ماريو برذرز 2
نيو سوبر ماريو برذرز 2 (بالإنجليزية: New Super Mario Bros. 2)‏ ، هي لعبة فيديو إلكترونية من نوع منصات، أنتجت سنة 2012م ونشرها شركة نينتندو اليابانية، وتعمل على نظام نينتندو 3دي إس.

## وصلات خارجية
- نيو سوبر ماريو برذرز 2 على موقع IMDb (الإنجليزية)

- Official North American website
- Official Japanese website
- Official Australian website
- Official European website
- Official Nintendo website